# Kleck
Kleck (rusky i bělorusky Клецк) je město v Minské oblasti v Bělorusku. K roku 2017 měl přes jedenáct tisíc obyvatel.

## Poloha a doprava
Kleck leží na řece Lani, přítoku Pripjati v povodí Dněpru. Od Minsku, hlavní města republiky, je vzdálen přibližně 140 kilometrů jihozápadně.
V Klecku je stanice na železniční trati spojující Baranavičy a Asipovičy, tedy vedoucí ve východozápadním směru.